# 롭슨 그린
롭슨 그린(Robson Green, 1964년 12월 18일 ~ )은 잉글랜드의 배우이다. 출연작에는 《와이어 인 더 블러드》 등이 있다.

## 출연 작품
- 스트라이크 백 : 레거시 (2015)
- 그랜트체스터 시즌1 (2014)
- 스트라이크 백 시즌4 (2013)
- 클래쉬 오브 더 산타스 (2008)
- 크리스마스 라이츠 (2004)
- 와이어 인 더 블러드 (2002)
- 코뿔소 (1999)
- 스튜던트 프린스 (1997)
- 캐주얼티 (1986)